# Sacháyoj (mitología)
El Sacháyoj (del quichua: sacha (bosque) + -yuq (el que tiene) → sachayuq, 'el dueño del bosque') es un ser mítico del folclore argentino, el área de difusión de su leyenda es el Chaco Austral, en especial la provincia de Santiago del Estero. Sachayuq se traduce como "Señor del bosque", siendo el numen tutelar o protector de la vegetación natural y, en especial, de los árboles.
Pese a su nombre de etimología quichua, "El Sacháyoj" es un ser mítico de la cultura gauchesca de la citada provincia de Santiago del Estero y sus antecedentes se encontrarían en etnias chaquenses como la toconoté.
La leyenda de El Sacháyoj ha sido particularmente acentuada en las selvas saladinas ( es decir cercanas al Río Salado del Norte) en las localidades de La mesada, Lilo Viejo, Matará, Toro, Pozo y, en general, en las proximidades de la casi legendaria ciudad de Guañagasta y, así, en todo el monte (área de selvas y bosques) santiagueño.
Desde el punto de vista de la llamada cultura "occidental" El Sacháyoj presenta aspectos antagónicos: benéficos y maléficos, por los segundos aspectos se le ha asimilado algunas veces al Supay ( o Zupay) el cual sería el espíritu demoníaco, en tales casos se habla de El Sacháyoj Zupay.
Lo concreto es que este ser mítico es una reificación ( aquí reificación con el significado de darle carácter de ser concreto a algo imaginario que, por su parte, representa relaciones concretas existentes en la naturaleza), una representación prácticamente alegórica de la naturaleza ( en especial de sus aspectos ecológicos) del Gran Chaco: quien lo respeta obtiene beneficios, quien no le respeta luego sufre negativas consecuencias.

## Leyenda
Al Sacháyoj es un ser que se le imagina con diversos aspectos: como un hombre barbudo y de cabellos largos cubierto o camuflado con la hierba llamada sayasta o barba de monte, o como un gaucho montando una mula negra la cual lleva ricos arreos adornados con metales y piedras preciosas, otras veces "se le ha visto" como un anciano cubierto de hierbas, o como un ser cuya cabeza y tronco es el de un anciano y cuyas extremidades son las de un animal ( puma, yaguar, guazuncho, zorro ), en otras ocasiones se considera que puede aparecer como un animal gigantesco ( conejo, guazuncho, vizcacha ); casi proteico en cuanto representa diversos aspectos de las forestas chaquenses, también se le supone como un arbusto con rostro humano.

Se dice que El Sacháyoj suele llevar un morral o una yisca o bolsa con miel de abejas lechiguanas, hidromiel o mulitas con los cuales obsequia al ser humano valiente que se le aproxima y le acepta respetándole. Las descripciones de este numen consideran que emite sonidos semejantes al golpe de un hacha atrayendo con esto a los hacheros y meleros hacia las selvas en donde los hace extraviar. Se nutre con frutos y animales silvestres y suele deambular veloz y fácilmente aún entre las más densas forestas y espesuras haciendo desaparecer a los perros que le intentan perseguir.
- Datos: Q6116676